# الفرقة الأمنية 203 (الفيرماخت)
فرقة الأمن 203، فرقة أمن تعمل بالخطوط الخلفية في الفيرماخت في ألمانيا النازية. تم نشر الوحدة في المناطق التي تحتلها ألمانيا في الاتحاد السوفيتي، في الخطوط الخلفية لمركز مجموعة الجيش وكانت مسؤولة عن جرائم الحرب والفظائع واسعة النطاق.

## التاريخ التشغيلي
تم تشكيل الفرقة في يونيو 1942 على أساس اللواء الأمني 203 الذي تم تشكيله في ديسمبر 1941.  [بحاجة لرقم الصفحة] عملت في الخطوط الخلفية لمركز مجموعة الجيش، في المناطق المحتلة من الاتحاد السوفيتي خلف الخطوط الأمامية لمجموعة الجيوش الوسطى. وشملت واجباتها تامين خطوط الاتصالات والإمداد، والاستغلال الاقتصادي والتصدي للمقاتلين غير الشرعيين (الثوار) في المناطق الخلفية في فيرماخت. 
إن ما يسمى بالعمليات المناهضة للحزب في المناطق التي «تنتشر فيها العصابات» وصلت إلى تدمير القرى ونهب واستعباد السكان المدنيين. في يوليو 1942، شاركت الفرقة في «عملية بيتر». تلقت الوحدة تعليمات محددة فيما يتعلق بالقرى التي تعتبر «صديقة لللصوص» (تلك التي تفشل في تلبية الحصص الزراعية). كان على الفرقة تخصيص الماشية وترحيل السكان للعمل بالسخرة إلى ألمانيا وحرق القرى. 
تكبدت الوحدة خسائر فادحة خلال عملية باغراتيون الصيفية التي شنها الجيش الأحمر السوفيتي في عام 1944. في أكتوبر 1944 رات فرقة المشاة 203 النور، واستمرت في القتال على الجبهة الشرقية حتى استسلام ألمانيا.  [بحاجة لرقم الصفحة]

### اقتباسات
1. 1 2  Mitcham 2007.
2. 1 2  Shepherd 2003.

### قائمة المراجع
- Mitcham، Samuel W. (2007). German Order of Battle: 1st-290th Infantry Divisions in World War II. Mechanicsburg: Stackpole Books. ISBN:978-0-8117-3416-5. مؤرشف من الأصل في 2020-01-25.  Mitcham، Samuel W. (2007). German Order of Battle: 1st-290th Infantry Divisions in World War II. Mechanicsburg: Stackpole Books. ISBN:978-0-8117-3416-5. مؤرشف من الأصل في 2020-01-25.  Mitcham، Samuel W. (2007). German Order of Battle: 1st-290th Infantry Divisions in World War II. Mechanicsburg: Stackpole Books. ISBN:978-0-8117-3416-5. مؤرشف من الأصل في 2020-01-25.
- Shepherd، Ben H. (2003). "The Continuum of Brutality: Wehrmacht Security Divisions in Central Russia, 1942". ج. 21 ع. 1: 49–81. DOI:10.1191/0266355403gh274oa. {{استشهاد بدورية محكمة}}: الاستشهاد بدورية محكمة يطلب |دورية محكمة= (مساعدة)